# Нова жінка

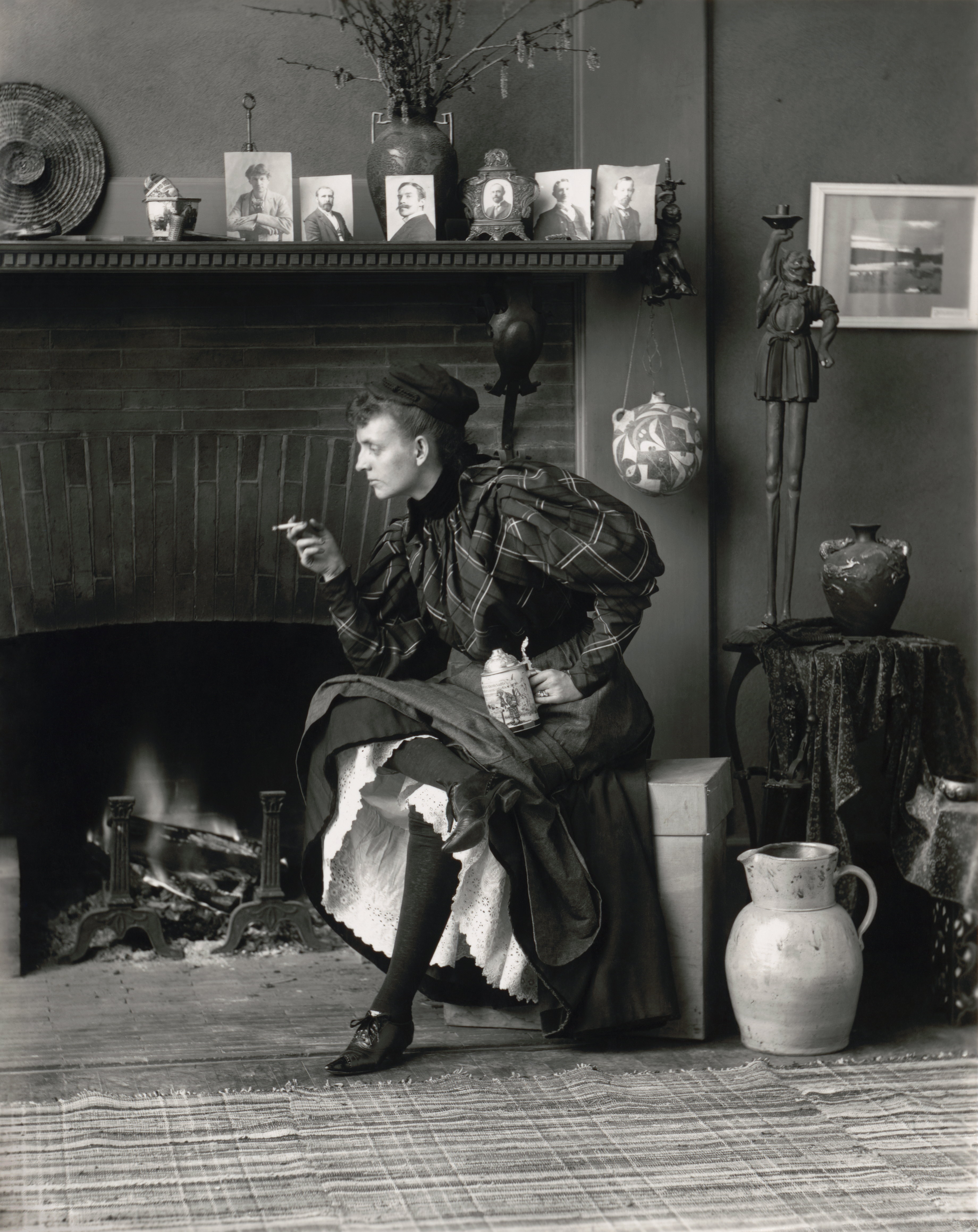
Френсіс Бенджамін Джонстон.
Автопортрет в образі нової жінки (1896)

Нова жінка — концепція Олександри Коллонтай, російської революціонерки і найвідомішої теоретикині більшовизму з жіночого питання, описана в однойменній статті 1913 року (пізніше виданої в збірнику «Нова мораль і робітничий клас» 1919 року). Вважається важливою частиною соціалістичної і феміністської думки початку XX століття. У статті Коллонтай пише про художню творчість Ґергарта Гауптмана, Томаса Манна, Ґрети Мейзель-Гесс, Тетяни Щепкіної-Куперник. Витоки ідеї походять із думок Коллонтай про те, що оголосити жінку рівноправною не означає зробити її рівноправною, що, крім здійснення політичних і економічних реформ, існує необхідність перегляду відносин між статями. Коллонтай вважала, що капіталізм і жовтневий переворот були необхідною умовою створення і розвитку типу нової жінки у всьому світі.
Про нову жінку до Коллонтай писали Ж. Санд, Г. Ібсен, М. Чернишевський, І. Тургенєв. Так, 1900 року в журналі «Життя» опубліковано статтю Лесі Українки «Нові перспективи і старі тіні» з підзаголовком «„Нова жінка“ західноєвропейської белетристики».
В англомовній літературі перші згадки нової жінки датуються новелою Марії Еджворт «Беллінда» (1801) і в романі Елізабет Браунінг «Аврора Лі» (1856).

## Основні ідеї

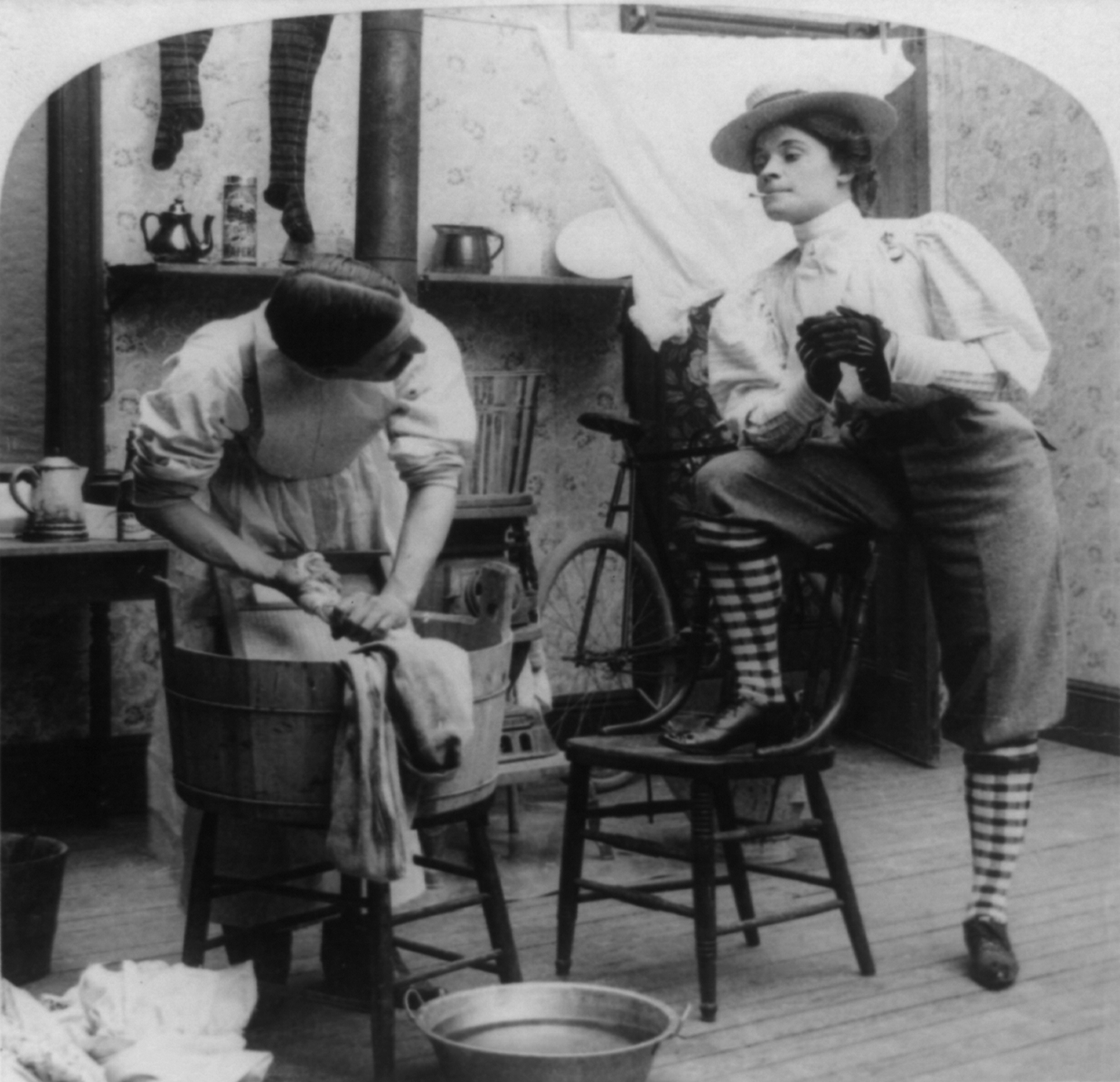
Карикатура на нову жінку 1901 року.

Говорячи про тип нової жінки, Коллонтай критикує традиційну роль жінки, яка сприяє споживацькому ставленню чоловіка до жінки і використанню її для досягнення особистих цілей. На противагу традиційній моделі, нова жінка «відмовляється грати другорядну роль у суспільстві», «хоче бути повноправною і повноцінною особистістю». Коллонтай пише, що нову жінку найбільше відображають холості жінки, на відміну від жінки минулого, вони не є в першу чергу «дружинами» — тінями і доповненнями своїх чоловіків.
У своїй статті Коллонтай говорить про нові якості, які повинна виховати в собі жінка:
- Перемагати свої емоції і виробити внутрішню самодисципліну.
- Виявляти повагу до свобод та почуттів інших. «Вимагаючи поваги свободи почуття для себе, вони навчаються допускати цю свободу і для іншого»[6].
- Нова жінка «бажає і шукає дбайливого ставлення до своєї особистості, до своєї душі. Деспотизму вона не терпить».
- Нова жінка — самостійна особистість. «Сучасна, нова жінка не тільки не боїться самостійності, а й навчається нею дорожити в міру того, як інтереси її все ширше і ширше виходять за межі сім'ї, дому, любові».
- Нова жінка не приховує своєї сексуальності, вона проти «подвійної моралі» у відносинах із чоловіком[1].

Ці ідеї Коллонтай також описані в її художніх творах — Жінка на зламі (1923), Любов бджіл трудових (1923) і повісті Велика любов (1927).

## Суспільна реакція
Нові ідеї Коллонтай і її художня творчість викликали активну дискусію в суспільстві і нерідко зазнавали ідеологічних нападок як потенційно шкідливі новому радянському суспільству. 
До цього дня західні феміністки ставлять роботи Коллонтай в один ряд з роботами Олімпії де Гуж і Симони де Бовуар.